# Oleg Vasil'ev
Oleg Kimovič Vasil'ev (in russo Олег Кимович Васильев?; Leningrado, 22 novembre 1959) è un ex pattinatore artistico su ghiaccio sovietico, dal 1991 russo, specializzato nel pattinaggio artistico su ghiaccio a coppie.

## Palmarès

### Carriera agonistica in coppia con Elena Valova
| Internazionali                             | Internazionali | Internazionali | Internazionali | Internazionali | Internazionali | Internazionali | Internazionali | Internazionali | Internazionali |
| Evento                                     | 1979–80        | 1980–81        | 1981–82        | 1982–83        | 1983–84        | 1984–85        | 1985–86        | 1986–87        | 1987–88        |
| ------------------------------------------ | -------------- | -------------- | -------------- | -------------- | -------------- | -------------- | -------------- | -------------- | -------------- |
| Giochi olimpici invernali con Elena Valova |                |                |                |                | 1°             |                |                |                | 2°             |
| Campionati mondiali                        |                |                |                | 1°             | 2°             | 1°             | 2°             | 2°             | 1°             |
| Campionati europei                         |                |                |                | 2°             | 1°             | 1°             | 1°             | 2°             |                |
| Skate America                              |                |                | 3°             | 1°             |                |                |                |                |                |
| NHK Trophy                                 |                |                |                |                |                |                |                | 1°             |                |
| Nebelhorn Trophy                           |                |                | 1°             |                |                |                |                |                |                |
| Prize of Moscow News                       | 6°             | 3°             |                | 3°             | 1°             |                |                |                | 2°             |
| St. Gervais                                |                |                | 2°d            |                |                |                |                |                |                |
| Nazionali                                  |                |                |                |                |                |                |                |                |                |
| Campionati sovietici                       |                |                | 3°             |                |                | 2°             | 1°             |                |                |

### Carriera professionistica in coppia con Valova
| Evento                              | 1989–90 | 1990–91 | 1991–92 | 1992–93 | 1993–94 | 1994–95 | 1997–98 |
| ----------------------------------- | ------- | ------- | ------- | ------- | ------- | ------- | ------- |
| Campionati del mondo professionisti | 2°      | 4°      | 4°      | 4°      | 3°      |         |         |
| World Challenge of Champions        | 2°      | 5°      | 4°      | 2°      | 3°      |         |         |
| US Open                             |         |         |         | 5°      | 2°      |         | 5°      |
| Masters Miko                        |         |         |         |         | 3°      |         |         |
| Campionati canadesi professionisti  |         |         |         |         |         | 4°      |         |
| Legends                             |         |         |         |         |         |         | 2°      |